# Vrijwoud
Vrijwoud is een middeleeuws juridisch begrip. Het woud vormde een onafhankelijke eenheid voor wat bestuur, administratie, rechtspraak en fiscaliteit aanging. Het stond onder toezicht van een grondheer met eigendomsrechten. Het ‘vrije’ sloeg op een vrijstelling van belastingen.
De jacht in vrijwouden was het exclusieve recht van de eigenaar. Stropers werden daarom bestraft.
Een mogelijk effect van het statuut van vrijwoud was dat het (vermoedelijk vanaf de 15de eeuw) ontbossing en beweiding aan banden legde, met een soort van bosbeheer. De bossen werden opgesplitst in tientallen afgebakende 'houwen'. In elke van die 'houwen' werd maar om de 20 jaar gekapt.
Om het statuut van vrijwoud in goede banen te leiden, werd in sommige gevallen (zoals het Zoniënwoud en het Meerdaalwoud) een wetboek – een zogenaamd ‘keurboek’ – opgesteld, met een daaraan gekoppeld woudgerecht. Niet alle vrijwouden hadden een woudgerecht. Dit keurboek was in de volkstaal opgesteld, en was bedoeld om wanbeheer door ongeschreven gebruiksrechten te bestrijden, bijvoorbeeld:
- het sprokkelrecht door omwonenden aan de rand van het bos: op het 'maken' van dood hout (door de bomen te beschadigen) en op het wegnemen van wild uit de bosrand stonden zware straffen
- houtverkopen werden geregeld volgens de bepalingen van het keurboek; er waren aparte bepalingen voor opgaande bomen (eik) en voor hakhoutpercelen
- hoge boetes werden ingesteld voor het kappen van fruitbomen, het rapen of plukken van bosfruit (die laatste dienden als voer voor het wild)
- speciale bepalingen waren er voor het vetmesten van varkens in het bos; ze aten veel eikels, wat hun vlees lekker maakte
- het vangen van snippen met netten was verboden

## Vrijwoudadministratie
De vrijwoudadministratie kende verschillende functies:
- de woudmeester was belast met het toezicht op de bossen en hun beheer; hij oefende zowel een administratieve als een juridische functie uit en werd daarin bijgestaan door een onderwoudmeester: de administratieve functie van de woudmeester overlapte die van de domeinontvanger of rentmeester
- de warandemeester moest de jacht in de warande, het hertogelijke jachtgebied, in goede banen leiden; hij hield zich bezig met de jachtwetgeving en de controle erop
- de opperjager was verantwoordelijk voor de praktische organisatie van de jacht, met de soms moeilijke taak om voor productieve, plezierige en veilige jachtpartijen te zorgen
- een luitenant en boswachters, ook wel ‘vorsters’ of ‘sergeanten’ genoemd, stonden de woudmeester bij op het terrein
- een haakdrager was belast met het merken van de te kappen bomen
- een windvellingmeester was verantwoordelijk voor wat er met omgewaaide bomen en ander stormhout moest gebeuren
- een landmeter bakende de hakhoutpercelen af, onder toezicht van een drossaard
- een koolmeester, die de houtskoolproductie aan de rand van het bos controleerde

## Meerdaalwoud
In navolging van de Blijde Inkomst (1356), erkende Filips de Goede het Meerdaalwoud in 1406 als een van de vier Brabantse vrijwouden, naast het Zoniënwoud bij Brussel, het Grootenhoutbos bij Turnhout en het bos van Grooten-Heyst bij Nijvel. Deze opmerkelijke overeenkomst zal Brabant karakteriseren tot in de 18de eeuw. Het kreeg het statuut van hertogelijk vrijwoud in 1367. Anton van Croÿ verwierf het in 1442 en verenigde het met Heverleebos in 1446. Het Meerdaalwoud is ook sterk verbonden met de hertogen van Arenberg, die vanaf 1612 het bos exploiteerden en er hun jachtpartijen in organiseerden. In het geval van het Meerdaalwoud was een vrijstelling van belastingen, beden en karweien in feite reeds van kracht in 1284, toen Godfried van Brabant erfde van zijn vader.